# To Love-Ru
To Love-Ru (とらぶる, Toraburu) é uma série de mangá/anime escrito por Saki Hasemi e ilustrado por Kentaro Yabuki. O mangá da revista Weekly Shōnen Jump começou a ser publicado em 24 de abril de 2006, e terminou em 2009, 18 volumes no total foram publicados. A continuação do mangá chamado To Love-Ru Darkness começou a ser publicada pela Shueisha na revista Jump Square em 4 de outubro de 2010. Entre 2008 e 2012 foram feitas três adaptações do anime, intituladas de To Love-Ru, Motto Love-Ru e To Love-Ru Darkness feitas pelo estúdio Xebec. Dois jogos foram lançados para o Nintendo DS e Playstation Portable em 2008. Um CD drama foi lançado em fevereiro de 2008 com a história original. O título "To Love-Ru" é um trocadilho com as palavras "Trouble" ("problemas") e "Love" (Amor), que pode ser entendido como problemas de amor, que descreve o aspecto harém da série.

## História
A história de To Love-Ru gira em torno de Rito Yuuki, um estudante do colégio que não pode (ou não consegue) se confessar para a garota de seus sonhos, Haruna Sairenji. Um dia, quando volta a casa e vai até a banheira, uma misteriosa garota nua aparece do nada. O nome dela é Lala Satarin e ela vem do planeta Deviluke, onde é a herdeira do trono. Seu pai quer que ela volte para sua casa, para que possa casar com um de seus candidatos a marido. Mas ela acaba por decidir que quer se casar com Rito e ficar na Terra. Com isso, o Comandante Zastin foi ordenado para trazer Lala de volta. Ele relata ao imperador que Rito poderia se casar com Lala, mas terráqueo diz que o casamento é impossível, a menos que seja com a pessoa de quem você gosta. Lala verdadeiramente se apaixona por Rito e diz que quer se casar com ele após ouvir o que disse. Seu pai decide que, se Rito for capaz de proteger Lala, então ele poderá se casar com ela, mas se não puder protegê-la de seus outros pretendentes e não cumprir com as expectativas do rei, ele irá matar Rito e destruir a Terra. No entanto, Lala convence seu pai a não destruir a Terra, decidindo a morar lá com Rito.

## Personagens
Yuuki Rito (結城 リト, Yūki Rito)
Dublador: Akeno Watanabe
No começo de To Love Ru, Rito tinha 15 anos de idade, e com a evolução da história, Rito tem atualmente 17 anos e está no 2º ano do Ensino Médio Japonês. Protagonista de To Love Ru e dos corações de cada menina que participa da série, ele é indeciso e gentil, e antigamente desenvolvia certo pavor por se envolver com meninas, seja com apenas uma conversa, ou ter algum contato mais íntimo. Depois de um treinamento involuntário com a presença da Lala em sua vida, se tornou mais forte fisicamente e em relação às garotas, além de se tornar mais hábil e um homem com mais caráter. Na transição entre To Love Ru Trouble e To Love Ru Darkness, ele mostrou estar bastante insatisfeito, com o jogo duplo, ou com a situação em que seus sentimentos estavam bagunçados, no que acaba se declarando para a Lala, e procurando uma oportunidade de se declarar para a Haruna. Com a Momo por perto, ele começa a pensar que um "harém" não seria a pior ideia, uma vez que ele conseguiria fazer todas as meninas se sentirem bem, já que até a Lala apoiou severamente a ideia dele se casar com todas.
Yuusaki Riko (夕崎 梨子, Yūsaki Riko)
Dublador: Akeno Watanabe
Versão feminina do Rito apareceu depois dele se chocar com um experimento para crescer os seios que a Lala inventou. A Riko é uma garota bela, embora com personalidade de moleca, o que atrai os olhos de todos os garotos, como o Motemitsu e até mesmo o pervertido e melhor amigo Saruyama. Depois do Saruyama se apaixonar loucamente, com dó dele, a Lala força a transformação do Rito em Riko, para dar um encontro ao Saruyama. Depois disso a Riko aparece em ocasiões muito específicas e de forma rara.
Lala Satalin Deviluke (ララ・サタリン・デビルーク, Rara Satarin Debirūku)
Dubladora: Haruka Tomatsu
Primeira princesa de Deviluke, planeta que governa o universo, vivia tendo que conhecer vários pretendentes, um mais asqueroso que os outros, dia após dia, até que em uma de suas varias tentativas de fuga, acaba caindo completamente nua, na casa do Rito, que sem querer cumpre com um ritual de noivado. Lala, tendo em vista uma ótima oportunidade de passar uns tempos longe de casa, aceita, complicando ainda mais a vida do nosso protagonista. Com o tempo, nossa heroína acaba sendo conquistada pela dócil presença que o Rito oferecia. Depois de estar completamente apaixonada pelo Rito, no dia do casamento, ela cancela e com um invento "fracassado como sempre" apaga todas as memórias que as pessoas têm dela na Terra, para tentar conquistar o Rito por mérito, uma vez que ela sabe que os sentimentos dele não pertenciam a ela. A cada dia que nossa heroína passava na Terra, ela trazia mais felicidade para aquele rol de amigos, ao mesmo tempo em que, mais problemas ao Rito, como também desenvolve uma forte e pura amizade com a Haruna, que um dia acaba lhes contando também amar o Rito, onde ambas firmam um acordo de uma ajudar a outra, assim como a si próprias. A Lala tem a mesma idade do Rito, é extrovertida, brincalhona e totalmente sem nenhum senso comum. Estuda na mesma sala do Rito. Como todos de Deviluke, tanto ela como as irmãs, são extremamente sensíveis na cauda, tendo dores e sensações prazerosas, dependendo de como o tocam.  Excêntrica,muito bonita, divertida e extremamente inteligente, a Lala perde na timidez, se sentindo tão natural a ponto de ficar nua. Suas habilidades físicas excedem as de um humano, ela consegue até mesmo soprar um tufão com gritos, mas suas habilidades na cozinha ainda são decepcionáveis, muitas vezes fazendo comidas não comestíveis ou extremamente picantes.
Sairenji Haruna (西連寺 春菜, Sairenji Haruna)
Dubladora: Sayuri Yahagi
Além de ser velha amiga de infância do Rito e ter a mesma idade dele, ela compartilha dos mesmos sentimentos. Haruna desenvolveu um grande amor pelo Rito, no ensino primário, quando admirava ele cuidando de cada plantinha do colégio. Mas ela sempre ocultou esses sentimentos, em primeiro momento por achar não ser correspondida e em segundo momento, por respeito à amizade com a Lala, mas logo, ao conhecer a Murasame Oshizu, acaba se tornando um pouco mais aberta, e em seguida, ao conseguir conversar com a Lala, passa a acreditar mais em si própria e em suas chances com o Rito. Haruna tem uma personalidade doce e descente, e muitas vezes humilde ao ponto de se achar inferior aos outros, o que é totalmente suprimido pelo desejo de fazer os outros felizes. Também estuda na sala do Rito. Por ser altamente responsável e dona de uma personalidade que influencia o coração das pessoas próximas, ela é sempre eleita para assumir a liderança, mesmo que não seja candidata, como na representante de classe do 2º ano. Integrante do clube de tênis.
Kotegawa Yui (古手川 唯, Kotegawa Yui)
Dubladora: Kaori Nazuka
Yui é uma tsundere, que perseguia o Rito no primeiro ano, pelos seus atos considerados sem-vergonha, já que ele sempre que se esbarrava com alguma menina, tocava-lhes em alguma parte íntima. Depois de entrar para a sala do Rito, ela percebe o quanto estava sendo injusta com ele, depois de conhecer seu lado gentil. Acaba se apaixonando pelo Rito, e com o desenrolar da História acaba fazendo a declaração de amor mais ousada de todas as heroínas, no quarto às escuras, em armando da Momo.
Yui demonstra ter incertezas e muitas dúvidas sobre seus próprios sentimentos, mas sempre que está com o Rito, demonstra estar apaixonada por ele, tanto quando o volume de seus ciúmes. Sua personalidade é de uma perfeita tsundere, que é boazinha, mas em questão de segundos fica zangada, e nos casos de amores, ela sempre mente seus sentimentos, dizendo o contrário.
Ela além de ser uma das super dotadas, ama gatos, tendo roupas de gato, bóias, livros, e até mesmo um quarto decorado com gatos, algo que chama atenção do Rito, que a considera algo lindo da parte dela, até um chocolate em forma de gato, ele ganha no dia dos namorados "ela disse que era chocolate de amizade ou obrigatório, mas na verdade era um dos bem sentimentais". Como ela estuda na sala do Rito, ela sempre se depara admirando ele, e em casa, sempre fica dizendo para o irmão dela, Rito isso, Rito aquilo... Por ser uma das personagens preferidas do Kentaro Yabiku, ela foi uma das que mais mudaram no quesito arte, tanto que sua personagem é quase igual à Fumino da adaptação Mayoi Neko Overrun, até mesmo na personalidade.
Konjiki no Yami (金色の闇, Konjiki no Yami, Golden Darkness)
Dubladora: Misato Fukuen
Yami, uma das personagens continuadas de Kentaro Yabuki (Black Cat), entrou na história após ser contratada por Lacospo (pretendente ao noivado da Lala), para eliminar o Rito sobre as informações de ele ser um monstro, sequestrador... A Yami, tendo em vista que ele era totalmente o contrario, as descrições do Lacospo "levando em consideração, que no caminho do Rito, ele encontrou a Yami encarando ele, que simplesmente ofereceu Taiyaki, hoje seu prato favorito, acaba hesitando, com que faz o Lacospo descer a Terra e tentar puni-la, quando ela é protegida pela Lala e pelo Rito. Depois desses problemas, ela acaba continuando na Terra pelo pretexto de nunca romper com um contrato.
Ela veio para a Terra com o apoio da sua nave, Lunatique, que além de contar com um sistema de Inteligência Artificial e equipamentos altamente avançados, consegue atingir a velocidade de 15m L/h (milhões de anos luz por hora).
A Yami é mais umas das que ficaram totalmente caidinhas pelo Rito, e não consegue entender esses sentimentos, e como ela teve um passado amargo, cheio de mortes e assassinatos, ela tenta aprender esses sentimentos que os humanos normalmente sentem como amor, alegria, tristeza, segurança... Sua personalidade, é de uma pessoa que odeia tarados, não hesitando em puni-los, e além de ser muito boa em combate, tem um alto nível de QI, e passa horas lendo vários livros.
Embora ela diga que vá matar o Rito, no capítulo 5 do mangá Darkness, ela disse para ele que esta apenas brincando, pois ela se sente muito feliz em estar ao lado dele, da Mikan e das outras meninas. Mas diferente das outras, ela revela claramente, para quem consegue perceber, que ela além de se preocupar com o Rito, ela procura maneiras de fazê-lo feliz, como quando ela cozinhou uma sopa de miso, especialmente para ele, assim como quando, sobre o efeito do pólen da Celine, o Rito negou a ela um beijo, e ela se sentiu agradecida, por ele demonstrar se preocupar com ela.
Até agora, ela foi alguém sem muitos sentimentos, que aos poucos se deixou levar e depois de muito tempo, conseguiu sorrir para o Rito, e dizer que se sente muito feliz com a Mikan e com os outros colegas do Colégio Sainan. No planeta no qual ela nasceu Kurosu, ela teria 25 anos hoje, que na Terra poderia ser convertido para 16 anos, mesmo ela tendo a aparência de uma menina de 12 anos. Em To Love Ru Darkness, ela se torna uma das principais heroínas.
Konjiki no Yami (Golden Darkness) ou simplesmente Escuridão Dourada, é seu codinome, como assassina, e até hoje não foi revelado nada sobre seu nome verdadeiro, ou qualquer relação parentesco, além da "irmã postiça" Kurosaki Mea.  Mas existem suspeitas do verdadeiro nome dela ser Eve, já que ela é um personagem que saiu de Black Cat. Depois de um longo tempo, acaba entrando para o Colégio Sainan, no Primeiro Ano, com a intenção de ficar mais próxima do Rito, e de aprender mais sobre os sentimentos, gostos e outras bonificações da Terra. Assim como a Lala, ela tem uma força física acima da que os seres humanos são costumados, e ela pode se transformar seu corpo em qualquer coisa, graças ao controle de nano máquinas que vivem dentro dela, mas o uso excessivo dessa habilidade pode sobrecarregar o próprio corpo, tendo algumas complicações de saúde, e sua única fraqueza são as coisas viscosas.
Ren/Run Elsie Jewelria (レン／ルン・エルシ・ジュエリア, Ren/Run Erushi Jueria)
Dubladora: Fuyuka Ōura
Filhos da família real de Memorza, Ren e Run, são personalidades que dividem o mesmo corpo, no qual a troca acontece sempre devido á um espirro. Ren tinha vindo para a Terra, com a intenção de se casar com a Lala, sua amiga de infância que havia prometido casamento, e tendo confirmado que a Lala estava noiva do Rito, tenta provar sua masculinidade a qualquer custo, competindo ferozmente com o Rito, mas sempre acontecia algo errado, principalmente quando ele espirrava e aparecia a Run, que do contrário do Ren, odeia a Lala, por todos os problemas que ela o fez passar quando criança, mas ama o Rito, desde a primeira vez que o viu, e o "beijou" estando com a personalidade do Ren (mais uma coisa que da errado para o Ren, primeiro a beijar o Rito).
A Run, triste por não conseguir chamar a atenção do Rito, por ele sempre estar falando da Lala, acaba se tornando uma ídolo do mundo jovem, fazendo shows e trabalhando como modelo dos figurinos do espetáculo Magical Kyoko. E com o passar do tempo, acaba se tornando amiga da Kyoko, e além de participações no programa dela, divide vários sentimentos de grandes amigas, como a tentativa de conquistar o Rito.
Ambos têm atualmente 17 anos de idade, e estudam na mesma sala do Rito e da Lala.
Murasame Oshizu (村雨静, Murasame Oshizu)
Dubladora: Mamiko Noto
A alma, fantasma, de uma menina que morreu a 400 anos, no antigo prédio do colégio Sainan. Foi encontrada pelo Rito e seus amigos, quando foram "bisbilhotar" os arredores da escola antiga. Muito simpática e etiquetada, ela entra para o Colégio Sainan, na classe do Rito, com ajuda de um corpo artificial feito pela doutora Mikado, a quem ela trabalha hoje.
Ela tem poderes psíquicos extremamente evoluídos, no qual ela é capaz de controlar pessoas e objetos, criar bombas de energia mental ou usar seu "Tiro de Concentração" que domina por completo dois ou mais corpos. Oshizu é uma das grandes amigas da Haruna, e promete ajudá-la com o Rito, mesmo ela tendo uma quedinha pelo Rito, e até mesmo se declarando para ele, dentro do corpo da Haruna. Seu maior medo são cachorros, devido a um trauma de quatro séculos antes, e sempre que ela avista um dispara energia psíquica para todos os lados, criando ondas de destruição, ou até mesmo corroendo roupas.
Estando na mesma sala do segundo ano, ela sempre está de conversa com a Haruna, Lala ou a dupla Risa e Mio.
Nana Asta Deviluke (ナナ・アスタ・デビルーク, Nana Asuta Debirūku)
Dubladora: Kanae Itō
Nana é a segunda princesa de Deviluke, tem a habilidade especial de poder conversar com qualquer tipo de ser, como animais, desde que tenham raciocínio próprio. Tem entre 15 e 16 anos, e depois de fugir, igual à Lala, junto da Momo para a Terra, passou a mencionar o motivo de tantas meninas gostarem do Rito, não obstante, também se apaixona por ele.
Junto da Momo ela entrou para o Colégio Sainan, no primeiro ano, quando conheceu a Kurosaki Mea, se tornando amigas incomum.
Nana é uma das primeiras a descobrir que a Haruna, é apaixonada pelo Rito, depois de conversar com o cachorro dela, Maron, e questiona a Haruna, por que esconde-lo, se isso faria ela se tornar uma amiga de verdade da Lala.
Por ter um corpo menos desenvolvido, sempre foi motivo de gozação da Momo, a quem ela inveja, pelos robustos seios, mas é totalmente descente perto das irmãs, não tolerando intimidades ou atos como ficar nua pela casa.
Momo Velia Deviluke (モモ・ベリア・デビルー, Momo Beria Debirūku)
Dubladora: Aki Toyosaki
Terceira princesa de Deviluke, com as habilidades de conversar com plantas, e apesar de seus 15 ou 16 anos, é extremamente madura, a ponto de planejar sozinha a formação de um "harém" para o Rito. Apesar de ser irmã gêmea da Nana, sempre foi vista como se fosse mais velha que a Nana.
Das três irmãs ela é a única que tem o cabelo curto, e uma mente mais perversa. Naturalmente, ela age como uma "mocinha indefesa", mas sempre que questionada ou em situação de perigo, ela revela ser uma ótima guerreira e uma espiã de primeira.
No Colégio Sainan, além de provocar mais e mais as meninas, ela demonstra ser a mais popular do primeiro ano, título que era da Lala, que hoje é a mais popular do 2º ano.
Atualmente, ela é responsável pela maioria dos encontros amorosos, que é imposto ao Rito, como a Kotegawa. Ela vive em conflito com a Kurosaki Mea, por ambas lutarem pela mesma pessoa, embora por objetivos diferentes (Yami).
Yuuki Mikan (結城 美柑, Yūki Mikan)
Dubladora: Kana Hanazawa
Irmã do Rito tem 12 anos de idade, estuda em outro colégio e cuida da casa, já que os pais dos dois vivem fora a trabalho. Além de ser uma boa cozinheira, é popular no colégio, tem boas notas na escola e é amável por todas. Sua personalidade é calma e acolhedora, mas não suporta ver o Rito em cenas "eróticas", mesmo que ele não tenha culpa disso. No começo da estória, ela questionou o Rito, no que ele faria se os dois não fossem irmãos. Mikan, assim como todas as outras meninas, ama o Rito e sempre busca pelo Rito. Depois que a Yami apareceu na Terra, ela foi a primeira a se tornar uma grande amiga dela, hoje ambas compartilham de um doce sentimento. Ela é bem mais madura que o Rito, por isso ela sempre brinca com ele em relação ao coração, sempre para dar risadas no final. Ela parece não respeitar muito o Rito na condição de irmão mais velho, por nunca chamá-lo pelo sufixo honorífico, mas sempre que se sente agradecida, o chama de onii-chan "irmãzinho". Por ser madura, é muito sensitiva ao perceber os sentimentos das outras meninas como da Haruna, a Yui e até mesmo da Nana. Percebendo toda a proximidade da Momo com o Rito, a pede para se afastar dele, em nome do relacionamento dele com a irmã mais velha dela, a Lala "ainda que a Momo percebesse na hora o real significado", mas muito provavelmente por sentir inveja da Momo estar sempre tão perto do Rito.
Kurosaki Mea (黒咲 芽亜, Kurosaki Mea)
Dubladora: Yuka Iguchi
Irmã (postiça) da Yami, pois suas habilidades surgiram com base nas habilidades da Yami. Aparenta ter 15/16 anos, e atualmente estuda no primeiro ano do Colégio Sainan, na mesma classe que a Yami, Momo e Nana, está ultima que se tornou sua melhor amiga.
Ela esta na Terra em missão de uma organização desconhecida, que prevê o retorno da personalidade assassina da Yami. Ela tem uma personalidade bem parecida com a da Momo, quando se trada de amor.
Assim como a Yami, ela também pode controlar nano máquinas, e como ela é um experimento mais avançado, ela tem a habilidade de se fundir com matérias orgânicas, como o ser humano.
Momioka Risa (籾岡 里紗, Momioka Risa)
Dubladora: Ryōka Yuzuki
Uma das melhores amigas da Haruna, e melhor amiga da Mio, é a mais pervertida de todas as meninas, sempre está assediando as meninas e o Rito. Além de ter 17 anos e estar na sala do Rito, ela sempre demonstrou certa maturidade perante as outras.
Ela se declara para o Rito, e o joga na cama, mas para a infelicidade dela, o Rito não teve coragem de prosseguir, deixando ela angustiada e novamente com os sentimentos de uma menina solitária.
A Risa vive aprontando com todas as meninas, tanto que sabe as três principais medidas de todas as meninas do rol de amigos do Rito.
Sawada Mio (沢田 未央, Sawada Mio)
Dubladora: Chiemi Chiba
Assim como a Risa, ela é bem pervertida, e com seus 17 anos, ama cosplay, tanto que ela trabalha em uma cafeteria nos estilos "irmãozinho".
Ela ainda não demonstrou ter grandes interesses no Rito, mas já mostrou gostar de estar perto dele, e uma vez fez certa declaração, mas nada detalhado se era brincadeira ou sério.
Tenjouin Saki (天条院 沙姫, Tenjōin Saki)
Dubladora: Ayako Kawasumi
Um ano mais velha que o Rito, é a mais popular dentre as meninas do terceiro ano, e dona do título de "rainha", por ser boa em tudo que faz, e por ser a princesa do grupo Tenjoin, família ao qual é dona de um dos mais importantes conglomerados japoneses.
Sempre que ela se encontra com o Rito, arruma qualquer motivo para agredi-lo, no decorrer do mangá ela demonstra ter uma queda por ele, no entanto, ela se apaixona pelo Zastin.
Ainda que ela pareça sempre ser arrogante e orgulhosa, dentre situações difíceis ela demonstra seu lado bondoso e humilde, como quando ela salvou a Aya de alguns valentões, ou a Riko dos perversos dedos do Diretor do Colégio Sainan.
Fujisaki Aya (藤崎 綾, Fujisaki Aya)
Dubladora: Kaori Mizuhashi
Por ser indefesa e delicada, quando criança, ela sempre tinha problemas com valentões, até que um dia, a Saki a salva deles. Desde aquele dia, ela segue a Saki. Ela esta na mesma sala da Saki, e tem uma personalidade forte, igual a da Nana, que não permite qualquer tipo de intimidade próxima a ela. Sempre que o Rito se esbarra nela ou em uma das duas amigas, ela dispara contra o Rito, com socos e chutes, e até mesmo balas de metralhadora.
Kujou Rin (九条 凛, Kujō Rin)
Dubladora: Mai Hashimoto
Como sua família está a décadas trabalhando junto com a família Tenjoin, ela cresceu ao lado da Saki, com o papel de protegê-la. Por isso ela estuda na mesma sala da Saki e tem a mesma idade.
Como a Aya, ela detesta intimidades, e admira muito a Saki, pelo seu lado gentil. Rin é treinada em Kendo, por isso sempre que a Saki precisa de algum serviço contra a Lala, ela facilmente enquadra o Rito, este a qual ela já demonstrou admiração.
Mikado Ryoko (御門 涼子, Mikado Ryōko)
Dubladora: Masako Joh
Vinda do planeta Furthurmore, fugindo de alguns problemas relacionados a um Gerador de Sombras, atualmente é uma médica do Colégio Sainan, e fora do expediente escolar, uma doutora do submundo, ajudando os alienígenas que precisam de ajuda. Ela tem habilidades extremas, e é a mais reconhecida do sistema de saúdo intergaláctico. E assim como as outras meninas, ela está apaixonadíssima pelo Rito, tanto que em qualquer oportunidade que tem ela o provoca como em um passeio que eles fizeram entre amigos, ela o pediu para passar creme bronzeador nela, e mesmo contra a vontade dele, com a ajudinha do poder da Oshizu.
Diretor (Colégio Sainan) (校长, Kōchō)
Dublador: Kenichi Ogata
Até hoje, não identificado com um nome, é conhecido por todo o campus como um tarado. Ele é extremamente pervertido, e sempre tenta fazer coisas para tentar ver cada traço feminino possível. Graças a eles, todas as alienígenas, e outras pessoas conseguem entrar na escola e ainda cair na sala do Rito, pois sempre que ela pede o diretor diz coisas do tipo: "-Como você é uma menina bonita, sim...".
Depois do Rito ele é o cara mais forte do Colégio Sainan, pois sobreviveu até hoje, por todas as agressões sofridas pelas garotas que ele perseguia como ser incinerado pela Kyoko, ou ser esmagado pelo cabelo da Yami. Dois momentos engraçados foram quando ele estava perseguindo a Run, e ela trouxe para si o Ren, que acabou sendo perseguido por outro homem. E quando pelo efeito de uma planta especial da Momo, ele perseguiu o Rito, e depois que o efeito foi reverso, ele sentiu um certo desgosto pelo que estava fazendo.
Saruyama Kenichi (猿山健一, Saruyama Ken'ichi)
Dublador: Hiroyuki Yoshino
O melhor amigo do Rito, que o conhece desde o ensino fundamental, muito pervertido e único a quem o Rito revela sua aflição em relação à Haruna e a Lala. Nos últimos tempos, andou com certos ciúmes do Rito, por ver que todas as garotas gostam dele, mas no fundo demonstra estar feliz pelo amigo.
Em um dia comum, ele conhece uma menina chamada Riko, e se apaixona loucamente, sem saber que era o Rito. Sempre que ele e o Rito estão conversando sobre mulheres, como no dia dos namorados, ele a lembra da Riko, como uma deusa ou algo do gênero, o que faz com que o Rito fique enojado.
Kirisaki Kyouko (キリサキ キョウコ, Kirisaki Kyōko)
Dubladora: Chiemi Chiba
Kyouku, com dezessete anos é dona de um estrelado, Magical Kyoko, que nada mais é que uma forma do diretor da produção treinar as habilidades da Kyouku, que é uma mística de humano com flamem (Planeta Flamem), que acabou herdando as habilidades de fogo.
Ela é atualmente uma das mais famosas estrelas de Sainan City, fazendo sucesso até na mente da Lala, que sempre acompanha o anime, e muita vez força o Rito a assistir com ela.
No meio da primeira série do mangá, ela conhece pessoalmente no set de gravações a Run, que acabam se tornando grandes amigas. Em um passeio que a Kyoko convida a Run com o suposto namorado Rito, ela descobre ao ficar nua, na frente do Rito, que a Run não era namorada dele, mas era apaixonada por ele. Levando em consideração que o Rito não se aproveitou da situação, a Kyoko demonstrou interesse e afeição pelo Rito, no qual acabou cedendo ajuda na conquista do Rito pela Run.
Ela também é uma das que vieram do sucesso Black Cat, e a mesma também aparecia nas telinhas da série, não só de Black Cat, como de Mayoi Neko Overrun.
Peke (ペケ, Peke)
Dubladora: Satomi Arai
É um robô estilista e guarda-roupas criados pela Lala, para usar no dia a dia. A Peke, conta com um super processador capaz de copiar processar e exibir qualquer tipo de roupa, além de conter da mais avançada Inteligência Artificial. Peke, sempre considerou o Rito um idiota, ainda que parecesse bastante ambígua em relação à Lala gostar dele. Em um dia, a Peke sofreu uma tentativa de sequestro, por um dos maiores top model do universo, mas Rito apareceu e a salvou "mexendo com os curtos circuitos da Peke".
No anime, sempre que a Peke est "recarregando" ela aparece com a Jump Square na mão.
Celine (セリーヌ, Serīnu)
Ela só diz *MAU*, tanto no mangá como no anime.
É uma planta extremamente rara, dada pela Lala no aniversario de 17 anos do Rito. Ela tinha a forma de um monstruoso girassol, mas mesmo assim, o Rito cuidou dela, dia após dia considerando ela como da família. Até mesmo a Momo desconhece as habilidades dela. O mais incrível, é que, quanto mais ela evoluía (idade), ela parecia estar se tornando mais criança. Uma vez ela dispensou a forma de flor, e ganhou uma forma física idêntica ao dos humanos. Ela já demonstrou ter habilidades de mandar em outras plantas, como o Shibarosuki (Planeta Okinawa - em extinção) da Momo. E também tem uma habilidade, como dita pela Yui, pervertida, sempre que ela bebe refrigerante, ela fica bêbada e solta um pólen, que faz a pessoa que o inalou se apaixonar perdidamente e temporariamente pelo Rito, pessoa a quem a Celine mais ama.
Gid Lucione Deviluke (ギド・ルシオン・デビルーク, Gido Rushion Debirūku)
Dublador: Hidetoshi Nakamura
Rei de Deviluke e imperador supremo do universo, é o pai da Lala, Nana e Momo. Apesar de seu poder quase onipotente, devido aos esforços na ultima guerra galáctica (Guerra da Unificação Galáctica), ele tem a aparência de uma criança um tanto diabólica, com dentes de tubarão, cabelos pretos e espetados, e uma cauda Devilukeana assustadora. Depois de ter conquistado todas as galáxias, Gid Deviluke, que é muito pervertido, resolveu encontrar um noivo para a Lala, a fim de deixar o trono para se aprofundar em sei estranho hobby. Mesmo na forma de uma criança, ele continua sendo muito poderoso, capaz de destruir a Terra sem nenhum esforço. Entre o anime e o mangá, existe certa contradição em relação à aceitação do Rito para com a Lala, mas no final ele acaba aprovando-o por mérito do Rito.
Yuuki Saibai (結城 才培, Yūki Saibai)
Pai do Rito e da Mikan, e um famoso mangáka. Sua personalidade é bastante diferente do Rito, no entanto o formato arrepiado do cabelo foi herdado pelo seu filho. Saibai trabalha em velocidades incríveis na produção de um mangá, sempre questionando o dever de terminar antes que os prazos sejam cumpridos.
Ele é meio "cabeça-oca", tanto que fez piadas sobre o Rito e a Lala dormirem juntos em todas as noites.  Outro dia ele soqueou o Rito, quando chegou bêbado e achou que ele fosse um ladrão.
Yuuki Ringo (結城 林檎, Yūki Ringo)
Mãe da Mikan e do Rito, e uma importante estilista do mundo da moda. Ela normalmente está sempre no exterior, mas sempre volta para casa para checar como a família está. Apesar de ela ser "fina" e elegante, ela tem uma personalidade tão estranha como o Saibai, tanto que ela sempre apalpa todas as meninas bonitas que ela vê pela frente. Por levar seu trabalho tão a sério, logo ao conhecer a Haruna e a Lala ela entra no "modo trabalho". Assim como a Mikan, ela é altamente perspicaz, e capaz de ler os sentimentos das meninas como a Haruna para com o Rito.
Sairenji Akiho (西連寺 秋穂, Sairenji Akiho)
Dubladora: Mikako Takahashi
É a irmã mais velha da Haruna. Ela é extremamente popular entre os rapazes da idade dela. Mas ela sempre que recebe declarações, a aceita como forma de se divertir, no entanto, ela parece ter um caso mais fixo com o irmão da Yui, Kotegawa Yuu.
Atualmente ela divide o apartamento com a Haruna.
Kotegawa Yuu (古手川, Kotegawa Yū)
Dublador: Nadzuka Kaori
É o irmão da Yui, com dezenove anos. Aparece sempre ouvindo as queixas da Yui com relação ao Rito. Uma vez ele os protegeu quando o Rito e a Yui estavam fugindo de alguns criminosos. Ele sempre comenta esperar que o Rito faça a Yui amadurecer. Uma vez ele defendeu o Rito, na forma Riko, que estava correndo de mais um ato pervertido. Dia no qual eles conversaram, e o Yuu acabou entendendo a pessoa boa que o Rito era, e todos os problemas que ele passou a enfrentar desde que a Lala apareceu.
Alem de fazer um papel de irmão mais velho do Rito, ele tem namorado a irmã da Haruna, Akiho, mas ele demonstra certa decepção por ela não a levar a sério.
Zastin Deviluke (ザスティン, Zasutin Debirūku)
Dublador: Takehito Koyasu
É o guarda real pessoal da Lala, e o melhor combatente de Deviluke. Inicialmente ele desaprova o Rito, por considerá-lo fraco, e posteriormente acaba testando a força dele. Entretanto, uma vez Rito exclama a sua opinião sobre o casamento em autodefesa, o que meche um pouco com o Zastin (embora não como o Rito pretendia), fazendo com que ele o aprovasse, acreditando que ele entendia os sentimentos da Lala.
Além de ser guarda costas da Lala, ele comanda a equipe de monitoramento da segurança que cerca a Terra e trabalha como diretor assistente do Saibai, o que inspira a se esforçar para se tornar um mangaka profissional.
Apesar do seu ótimo domínio com espadas, Zastin tem uma horrível sensação de direção, com o que faz com que ele sempre ficasse perdido. Ele também parece ser bem azarado, pois vive sendo atropelado por trens, carro ou servindo de poste para cachorros fazerem as necessidades.

## Mídia

### Mangá
To Love-ru começou como um mangá escrito por Saki Hasemi e ilustrado por Kentaro Yabuki. O mangá foi serializado pela Shueisha e foi publicado na revista Weekly Shounen Jump entre 24 de abril de 2006 e 31 de agosto de 2009. Foram lançados 18 tankōbons no Japão pela Shueisha entre 11 de novembro de 2006 a 2 de abril de 2010. Uma continuação foi lançada em 4 de outubro de 2010 chamada To Love-Ru Darkness ([る-ダークネス- ToLOVEru-Dākunesu] Erro: {{japonês}}: o texto tem marcação itálica (ajuda)) pela revista Jump Square.

### Video games
Dois jogos de To Love-Ru foram produzidos.
O primeiro é uma Visual novel em 2D e 3D para Nintendo DS intitulada To Love-Ru -Trouble- Waku Waku! Rinkangakkō-hen (To LOVEる-とらぶる- ワクワク! 林間学校編) lançada em 28 de agosto de 2008.
O segundo é um adventure Visual novel em 2D para o PlayStation Portable intitulada To Love-Ru -Trouble- Doki Doki! Rinkaigakkō-hen (To LOVEる-とらぶる- ドキドキ! 臨海学校編) que foi lançada em 2 de outubro de 2008.

### CD Drama
Um CD de drama de To Love-Ru foi lançado em 29 de fevereiro de 2008 com uma história original, apresentando o elenco de dubladores usado no anime, juntamente dos character songs.

### Anime
Uma adaptação de anime foi feita pelo estúdio Xebec e dirigido Takao Kato, foi ao ar no Japão entre 3 de abril e 25 de setembro de 2008, e contém 26 episódios. O anime usa personagens e temas gerais do mangá original que capta vários capítulos e eventos do mangá em nenhuma ordem específica. O tema de abertura do anime se chama "Forever We Can Make It!" e foi feito pela banda Thyme, o primeiro encerramento (dos episódios 1 ao 13) se chama "Lucky Tune" ([ラッキーチューン, Rakkī Chūn] Erro: {{japonês}}: o texto tem marcação itálica (ajuda))   e foi feito por Anna, o segundo encerramento se chama "Kiss no Yukue" (kiss の行方) e também foi feito por Anna. Foram lançados três OVAs a partir de 3 de abril de 2009 com pré-cópias dos volumes XIII, XIV e XV. Um adicional de três episódios em OVA foram lançados juntos dos volumes XVI, XVII e XVIII. Em seguida, em outubro de 2010 foi lançada a segunda temporada de To Love-Ru intitulada Motto Love-Ru (もっとらぶる). Foi anunciado em 31 de Março de 2012 que To Love-Ru Darkness (る-ダークネス- ToLOVEru-Dākunesu) irá ganhar um anime, Atsushi Ootsuki será o diretor da série, pelo estúdio Xebec, e Yuichi Ouka será o responsável pelo design dos personagens.

## Lista de episódios

### 1ª Temporada (To Love-ru)[9]
| Episódio | Brasil                                         | Japão                                                                   | Exibição    |
| -------- | ---------------------------------------------- | ----------------------------------------------------------------------- | ----------- |
| 01       | "A garota que caiu."                           | "Maiorita Shōjo" (舞い降りた少女)                                       | 03/04/2008  |
| 02       | "Casamento cancelado?!"                        | "Kon'yaku Kaishō!?" (婚約解消!?)                                        | 10/04/2008  |
| 03       | "Triângulo amoroso"                            | "Sankaku Kankei" (三角関係)                                             | 17/04/ 2008 |
| 04       | "Avental universal do amor."                   | "Uchū no Rabu Epuron" (宇宙のLOVEエプロン)                              | 24/04/2008  |
| 05       | "O desafio escrito da rainha."                 | "Kuīn no Chōsenjō" (くいーんの挑戦状)                                   | 01/05/2008  |
| 06       | "O alien assassino."                           | "Uchūjin no Shikaku" (宇宙人の刺客)                                     | 08/05/2008  |
| 07       | "Todos os homens poderiam ser assim!"          | "Otoko to wa Kaku Arubeshi!" (男とはかくあるべし)                       | 15/05/2008  |
| 08       | "A boa e inocente representante de classe!"    | "Seiren Keppaku Fūki Iin" (清廉潔白風紀委員)                            | 22/05/2008  |
| 09       | "Cheio de amor em vez do brilho das estrelas." | "Hikariboshi yori Ai o Komete" (光星より愛を込めて)                     | 29/05/2008  |
| 10       | "A atriz universal."                           | "Uchū no Onna Geinin" (宇宙の女芸人)                                    | 05/06/2008  |
| 11       | "Escuridão dourada."                           | "Konjiki no Yami" (金色の闇)                                            | 12/06/2008  |
| 12       | "Festival de esportes."                        | "Senritsu Taiikusai" (戦慄体育祭)                                       | 19/06/2008  |
| 13       | "O homem número 1 do universo."                | "Uchūichi no Otoko" (宇宙一の男)                                        | 26/06/2008  |
| 14       | "O segredo que pertence a eles."               | "Futari dake no Himitsu" (ふたりだけの秘密)                             | 03/07/2008  |
| 15       | "Princesa da floresta."                        | "Mitsurin no Purinsesu" (密林のプリンセス)                              | 10/07/2008  |
| 16       | "A hora do ataque de confissões de Run!"       | "Run no Totsugeki Kokuhaku Taimu" (ルンの突撃告白タイム)                | 18/07/2008  |
| 17       | "O fantasma do antigo edifício escolar."       | "Kyūkōsha no Yūrei" (旧校舎の幽霊)                                      | 24/07/2008  |
| 18       | "Suruyama, o Souvenir!"                        | "Saruyama ga Omiyage" (猿山がお土産)                                    | 31/07/2008  |
| 19       | "Fontes termais do inferno! [...]"             | "Jigoku Onsen Onna Uchūjin Nanairo Porori" (地獄温泉女宇宙人七色ポロリ) | 07/08/2008  |
| 20       | "Garota explosiva! Magical Kyoko Flame."       | "Bakunetsu Shōjo Majikaru Kyōko Fureimu" (爆熱少女 マジカルキョーコ炎)  | 14/08/2008  |
| 21       | "Registro sangrento na batente Pousada Yuuki." | "Yūkitei Keppūroku" (結城亭血風録)                                      | 21/08/2008  |
| 22       | "Plano de batalha! O festival cultural."       | "Senritsu! Bunkasai" (戦慄!文化祭)                                      | 28/08/2008  |
| 23       | "A história do harem do Saruyama."             | "Saruyama no Ōoku Monogatari" (猿山の大奥物語)                          | 04/09/2008  |
| 24       | "Enquanto eu estou tímida."                    | "Hajirai Nagara" (はじらいながら)                                       | 11/09/2008  |
| 25       | "A última noite da Terra."                     | "Chikyū Saigo no Yoru" (地球最後の夜)                                   | 18/09/2008  |
| 26       | "Lala (Final)."                                | "Rara" (ララ)                                                           | 25/09/2008  |

### OVA (To Love-ru)[10]
| Episódio | Brasil                                        | Japão                                                                                    | Exibição   |
| -------- | --------------------------------------------- | ---------------------------------------------------------------------------------------- | ---------- |
| 01       | "Rito se transforma em garota."               | "Rito, Onna ni Naru" (リト、女になる)                                                    | 03/04/2009 |
| 02       | "Rito e Mikan"                                | "Rito to Mikan" (リトと美柑)                                                             | 04/06/2009 |
| 03       | "Bem Vindo ao Resort"                         | "Minami no Rizōto e Yōkoso!!" (南の島<リゾート>へようこそ!!)                             | 04/08/2009 |
| 04       | "Missão Problematica."                        | "Toraburu Kuesto" (とらぶるくえすと)                                                     | 04/11/2009 |
| 05       | "Nana e Momo."                                | Nana to Momo" (ナナとモモ)                                                               | 04/02/2010 |
| 06       | "Corrente de ar" "Metamorfose" "Mão e Cauda." | "Sukimagaze" (すきま風) "Metamorufōze" (メタモルフォーゼ) "Hando & Tēru" (ハンド&テール) | 02/04/2010 |

### 2ª Temporada (Motto To Love-ru)[10]
| Episódio | Brasil                                                                                 | Japão | Exibição   |
| -------- | -------------------------------------------------------------------------------------- | --- | ---------- |
| 01       | "Mais Uma vez do início" "Gerra na Casa de Banhos" "O Som do Tic-Tac do Amor."         | "Mō Ichido Koko Kara" (もう一度ここから) "Ofuroba Sensō" (お風呂場戦争) "Chikutaku Chikutaku Koi no Oto♡" (チクタク チクタク 恋の音♡)      | 05/10/2010 |
| 02       | "Trasportado Para Escuridão" "Bem vindo à Casa do Yuuki!" "Festa do Pijama."           | "Kurayami no Naka de Utsuru Mono" (暗闇の中でうつるもの) "Yōkoso! Yūki-ke e" (ようこそ!結城家へ) "Otomarikai" (お泊り会)                   | 12/10/2010 |
| 03       | "Poção Especial do Amor" "Através do Espelho" "Você é a Adorável Cinderella."          | "Tokkō yaku♡" (特恋薬♡) "Renzu Goshi ni Miru Kimi wa..." (レンズ越しに見る君は...) "Itoshi no Kimi wa Shinderera♡" (愛しの君はシンデレラ♡) | 19/10/2010 |
| 04       | "Yami-Yami Fashion" "Maravilhoso Amor" "A Fulga das Gémeas."                           | "Yami-Yami Fasshon" (ヤミヤミファッション) "Wandafuru Rabu♡" (ワンダフル·ラブ♡) "Tsuinzu Esukeipu" (ツインズ☆エスケイプ)                   | 26/10/2010 |
| 05       | "Rainha do Amor!?" "Oh! Vamos Jogar" "O Sabor de Chocolate é um Sensação Doce."        | "Ren'ai Kuīn!?" (恋愛クイーン!?) "Oyūgi Shimasho ♪" (お遊戯しましょ♪) "Amai Kimochi wa Choko no Aji" (甘い気持ちはチョコの味)              | 02/11/2010 |
| 06       | "Garotas da Praia" "Tutor Noturno" "Mestre do Amor."                                   | "Bīchi Gāruzu♡" (ビーチ·ガールズ♡) "Shin'ya no Katei Kyōshi" (深夜の家庭教師) "Ren'ai Masutā" (恋愛マスター)                               | 09/11/2010 |
| 07       | "Clínica Yami" "A Antagonista" "Uma Haruna Estranha."                                  | "Yami no Shinryōjo" (闇の診療所) "Tekitaishin" (敵対心) "Okashi na Haruna-chan" (おかしな春菜ちゃん)                                       | 16/11/2010 |
| 08       | "Cresçam~♪" "vida maravilhosa" " O Transe dos Sentimentos."                            | "Ōkiku Nāre" (大きくなぁーれ♪) "Wandafuru Raifu" (ワンダフルライフ) "Kibun wa Toransu" (気分はトランス)                                    | 23/11/2010 |
| 09       | "Por Quem os Sinos Dobram" "Disparada de Aborrecimentos?" "Despertar do Amor da Idol." | "Dare ga Tame ni Beru wa Naru" (誰がためにベルは鳴る) "Meiwaku Bōsō?" (迷惑暴走?) "Koigokoro Aidoru" (恋心アイドル)                        | 30/11/2010 |
| 10       | "Telepatia de Pólen" "Sentimentos de Uma Garota" "E-mail De Coração Pulsante."         | "Kafun Denshin" (花粉伝心) "Onna no Ko no Kimochi" (オンナノコノキモチ) "Dokidoki Mēru" (ドキドキ☆メール)                                  | 07/12/2010 |
| 11       | "Tudo Calmo no Lado da Irmã" "Amor de Mentirinha?" "Prevendo o Amor."                  | "'Imōto' Sensen Ijō Ari" (「妹」戦線異状アリ) "Itsuwari no Koi?" (偽りの恋?) "Ren'ai Yohō" (恋愛予報)                                      | 14/12/2010 |
| 12       | "Eu te Amo 1" "Eu te Amo 2" "Eu te Amo 3."                                             | "Daisuki♡1" (大スキ♡1) "Daisuki♡3" (大スキ♡3)                                                                                              | 21/12/2010 |

### OVA 2 (To Love-Ru Darkness)[10]
| Episódio | Brasil                                                                                           | Japão                                                                                         | Exibição   |
| -------- | ------------------------------------------------------------------------------------------------ | --------------------------------------------------------------------------------------------- | ---------- |
| 01       | "Prólogo" "Irmanzinha Perigosa" "Vida de Miau"                                                   | Prologue 〜プロジェクト始動〜 Pollen plan 〜危険な妹情事〜 Body touch? 〜ニャンダフルライフ〜 | 17/08/2012 |
| 02       | "Nostalgia" "O coração em transformação" "Flor"                                                  | Nostalgia 〜あの時、あの場所で〜 The changing heart 〜素直な感情〜 Flower 〜芽生える感情?〜   | 02/12/2012 |
| 03       | "Troca" "Parece"                                                                                 | Exchange 〜オレと私〜 It feels 〜耐える教師!〜                                                | 19/08/2013 |
| 04       | "Menina da Chama - Magical Kyouko" "Infiltração ~Kyouko em Apuros?~" "Apego ~Sem más Intenções~" | 爆熱少女マジカルキョーコ炎 Infiltration〜キョーコ! 参る?〜 Adhesion〜悪気はないけど〜         | 04/12/2013 |
| 05       | "De Repente ~Imaginação e Realidade~" "Celular ~Coração Acelerado? Voz~" "Lua ~Anjo do Luar~"    | Suddenly〜想像と現実〜 Mobile Phone〜ドキドキ☆ボイス〜 Moonlight〜月下の天使〜                | 05/12/2014 |
| 06       | "Fotografia" "Tecnica" "Feriado"                                                                 | Photography〜激写せよ！〜 Technique〜乙女の扉〜 Holiday〜お料理の☆はいくつ？〜                | 03/04/2015 |

### 3ª Temporada (To Love-Ru Darkness)[10]
| Episódio | Brasil                                | Japão                               | Exibição   |
| -------- | ------------------------------------- | ----------------------------------- | ---------- |
| 01       | "Continuando"                         | Continue～コンティニュー～          | 05/10/2012 |
| 02       | "Dúvida e Comida"                     | Doubt and dish～疑惑と料理～        | 12/10/2012 |
| 03       | "Cada Especulação"                    | Each speculation ～それぞれの思惑～ | 19/10/2012 |
| 04       | "O passado. Meu amigo. Um sorriso."   | True smile ～過去と友達と笑顔と～   | 26/10/2012 |
| 05       | "Mudanças"                            | A man? Woman ～変わり行くもの達～   | 02/11/2012 |
| 06       | "Tempos de Mudança"                   | Metamorphose ～変わり行く時…～      | 09/11/2012 |
| 07       | "Uma Feliz Invenção"                  | Sisters ～幸せの発明品～            | 16/11/2012 |
| 08       | "Laços de felicidade"                 | Bad mood ～幸せの絆～               | 30/11/2012 |
| 09       | "A verdadeira Face Dela na escuridão" | True Self ～闇の中の素顔～          | 07/12/2012 |
| 10       | "Memórias do Amanhã"                  | Past ～明日につながる記憶～         | 14/12/2012 |
| 11       | "O que é um modo de viver?"           | The Right Thing ～生き方って何?～   | 21/12/2012 |
| 12       | "Sentimentos de uma donzela"          | Room ～乙女の想い～                 | 28/12/2012 |

### OVA 3 (To Love-Ru Darkness 2nd)
| Episódio | Brasil                                                                             | Japão | Exibição   |
| -------- | ---------------------------------------------------------------------------------- | --- | ---------- |
| 01       | "Contos de Terror ~ Que tal algo assustador?" "Clínica ~ Tornando-se desobediente" | "Ghost story 〜 Kowai no wa Ikaga?〜" (Ghost story 〜怖いのはいかが?〜) "Kurinikku 〜 Sunaoninarenakute 〜" (Clinic 〜素直になれなくて〜) | 04/01/2016 |
| 02       | "Mãe ~ Um anjo muito lindo" "Charme ~ A grande mãe"                                | "Mother 〜Utsukushi sugiru tenshi〜" (Mother～美しすぎる天使～) "Charm 〜Idainaru haha〜" (Charm～偉大なる母～)                           | 04/07/2016 |
| 03       | "Acidente o Primeiro...?" "Eu Penso Um Passo a Frente"                             | "First Accident? ～Saisho no Jikan....～" (First Accident？ ～最初の時間....～)                                                           | 02/12/2016 |
| 04       | Multiplicação                                                                      | "Multiplication ～Mae kara ushirokara～" (Multiplication ～前から後ろから～)                                                              | 02/11/2017 |

### 4ª Temporada (To Love-Ru Darkness 2)[10]
| Episódio | Brasil                                                         | Japão                                      | Exibição   |
| -------- | -------------------------------------------------------------- | ------------------------------------------ | ---------- |
| 01       | "Inconscientemente ~Pensamentos Nebulosos ☆ Coração Pulsante~" | Unconsciously～頭ふわふわ☆心どきどき～     | 06/07/2015 |
| 02       | "Desconforto ~Um Coração Incerto~"                             | Uneasy～心の迷い～                         | 13/07/2015 |
| 03       | "Calma Após a Tempestade ~Amigos~"                             | After a storm comes a calm～ともだち～     | 20/07/2015 |
| 04       | "Festival de Verão ~O Festival Começa~"                        | Summer festival～祭りの始まり～            | 27/07/2015 |
| 05       | "Novo Movimento ~Dois de um Tipo?~"                            | New move～似たものどうし？～               | 03/08/2015 |
| 06       | "Criado ~Competição~"                                          | Manservant～争奪戦～                       | 10/08/2015 |
| 07       | "Resistência ~Eu Sei, Mas~"                                    | Resistance 〜わかっているけど〜            | 24/08/2015 |
| 08       | "Perigo"                                                       | Danger 〜危・剣〜                          | 31/08/2015 |
| 09       | "Beijo ~O que está além de um beijo~"                          | Kiss 〜キスの先にあるもの〜                | 07/09/2015 |
| 10       | "O Verdadeiro Caráter ~A verdadeira Identidade Revelada?!~"    | True character 〜正体バレた！？〜          | 14/09/2015 |
| 11       | "O Começo da Escuridão ~Aquela Vez~"                           | The beginning of darkness 〜その時〜       | 21/09/2015 |
| 12       | "Impossível de Prever ~Escuridão em Fúria~"                    | Prediction is impossible 〜暴走する闇〜    | 28/09/2015 |
| 13       | "Poder e Poder ~Protetor e Protegido~"                         | Power and power 〜守るものと守られるもの〜 | 28/10/2015 |
| 14       | "Futuro Brilhante ~Obrigado~"                                  | Bright future 〜ありがとう〜               | 28/10/2015 |

## Temas Musicais
Anime 1º Temporada
- Tema de abertura: Forever We Can Make It!
- Tema de encerramento 1: Lucky Tune
- Tema de encerramento 2: Kiss no Yukue

OVA
- Tema de abertura: Yattekoi Daisuki
- Tema de encerramento 1: Apple Panic
- Tema de encerramento 2: Lucky Tune

Anime 2º Temporada
- Tema de abertura: Loop-The-Loop
- Tema de encerramento: Baby Baby Love

Anime 3º Temporada
- Tema de abertura: Rakuen Project
- Tema de encerramento: Foul Play ni Kurari

Anime 4º Temporada
- Tema de abertura: Secret Arms
- Tema de enceramento: Gardens